# Volha Jilko
Volha Viktarauna Jilko –en bielorruso, Вольга Віктараўна Хілько– (Babruisk, 24 de marzo de 1979) es una deportista bielorrusa que compitió en lucha libre. Ganó una medalla de bronce en el Campeonato Mundial de Lucha de 2005 y dos medallas de plata en el Campeonato Europeo de Lucha, en los años 2005 y 2008.

## Palmarés internacional
| Campeonato Mundial | Campeonato Mundial  | Campeonato Mundial | Campeonato Mundial |
| Año                | Lugar               | Medalla            | Categoría          |
| ------------------ | ------------------- | ------------------ | ------------------ |
| 2005               | Budapest (Hungría)  | Medalla de bronce  | 63 kg              |
| Campeonato Europeo |                     |                    |                    |
| Año                | Lugar               | Medalla            | Categoría          |
| 2005               | Varna (Bulgaria)    | Medalla de plata   | 63 kg              |
| 2008               | Tampere (Finlandia) | Medalla de plata   | 63 kg              |